# (6370) Malpais
(6370) Malpais (1984 EY) – planetoida z pasa głównego asteroid okrążająca Słońce w ciągu 3,64 lat w średniej odległości 2,37 j.a. Odkryta 9 marca 1984 roku.